# Kumiko
Kumiko (jap. くみこ, クミコ) – żeńskie imię japońskie.

## Możliwa pisownia
Kumiko można zapisać, używając wielu różnych znaków kanji i może znaczyć m.in.:
- 久美子, „długo, piękno, dziecko”[1]
- 久実子, „długo, owoc, dziecko”
- 來未子, „przyjść, jeszcze nie, dziecko”
- 空見子, „niebo, spojrzenie, dziecko”
- 功美子, „sukces, piękno, dziecko”

## Znane osoby
- Kumiko Aihara (久美子), japońska polityk
- Kumiko Asō (久美子), japońska aktorka
- Kumiko Akiyoshi (久美子), japońska aktorka
- Kumiko Hayashi (久美子), japońska polityk
- Kumiko Iijima (久美子), japońska tenisistka
- Kumiko Kaori (くみこ/久美子), japońska piosenkarka
- Kumiko Kikuchi (久美子), japońska mangaka
- Kumiko Koiwai (久美子), była japońska łyżwiarka figurowa
- Kumiko Nakano (公美子), japońska aktorka
- Kumiko Nishihara (久美子), japońska seiyū
- Kumiko Okada, japońska lekkoatletka specjalizująca się w chodzie sportowym
- Kumiko Okamoto (久美子), japońska tenisistka
- Kumiko Sakino (久美子), japońska siatkarka
- Kumiko Takahashi (久美子), japońska animatorka i projektantka postaci
- Kumiko Takizawa (久美子), japońska seiyū
- Kumiko Takeda (久美子), japońska aktorka i modelka
- Kumiko Watanabe (久美子), japońska aktorka i seiyū

## Fikcyjne postacie
- Kumiko, bohaterka amerykańskiego filmu Karate Kid II
- Kumiko Komori (久美子), bohaterka light novel, mangi i anime Kamisama Kazoku
- Kumiko Yamaguchi (久美子), główna bohaterka serii Gokusen